# Pseudomnesicles rhodopeplus
Pseudomnesicles rhodopeplus är en insektsart som beskrevs av Bultin, R.E. Blackith och R.M. Blackith 1989. Pseudomnesicles rhodopeplus ingår i släktet Pseudomnesicles och familjen Chorotypidae. Inga underarter finns listade i Catalogue of Life.